# La Malédiction
Pour les articles homonymes, voir Malédiction (homonymie).
 Pour plus de détails, voir Fiche technique et Distribution
La Malédiction (The Omen) est une série de films américains. Ce sont des thrillers religieux décrivant l'arrivée et l'avènement de l'Antéchrist tels qu'ils sont décrits dans l'Apocalypse. La franchise connait cinq films (dont un remake et une préquelle), un téléfilm et une adaptation en série télévisée.

## Films

### Série principale
- La Malédiction (The Omen, Richard Donner, 1976)
- Damien : La Malédiction 2 (Damien: Omen II, Don Taylor, 1978)
- La Malédiction finale (The Final Conflict ou Omen III: The Final Conflict, Graham Baker, 1981)
- La Malédiction 4 : L'Éveil (Omen IV: The Awakening, Jorge Montesi, Dominique Othenin-Girard, 1991)
- La Malédiction : L'Origine (The First Omen, Arkasha Stevenson, 2024)

### Remake
- 666 : La Malédiction (The Omen, John Moore, 2006)

### Chronologie
Ligne chronologique originale
| La Malédiction : L'Origine | La Malédiction : L'Origine | La Malédiction : L'Origine | La Malédiction : L'Origine | La Malédiction : L'Origine | La Malédiction : L'Origine |  |  | La Malédiction (1976) | La Malédiction (1976) | La Malédiction (1976) | La Malédiction (1976) | La Malédiction (1976) | La Malédiction (1976) |  |  | Damien : La Malédiction 2 | Damien : La Malédiction 2 | Damien : La Malédiction 2 | Damien : La Malédiction 2 | Damien : La Malédiction 2 | Damien : La Malédiction 2 |  |  | La Malédiction finale | La Malédiction finale | La Malédiction finale | La Malédiction finale | La Malédiction finale | La Malédiction finale |  |  | La Malédiction 4 : L'Éveil | La Malédiction 4 : L'Éveil | La Malédiction 4 : L'Éveil | La Malédiction 4 : L'Éveil | La Malédiction 4 : L'Éveil | La Malédiction 4 : L'Éveil |
| La Malédiction : L'Origine | La Malédiction : L'Origine | La Malédiction : L'Origine | La Malédiction : L'Origine | La Malédiction : L'Origine | La Malédiction : L'Origine |  |  | La Malédiction (1976) | La Malédiction (1976) | La Malédiction (1976) | La Malédiction (1976) | La Malédiction (1976) | La Malédiction (1976) |  |  | Damien : La Malédiction 2 | Damien : La Malédiction 2 | Damien : La Malédiction 2 | Damien : La Malédiction 2 | Damien : La Malédiction 2 | Damien : La Malédiction 2 |  |  | La Malédiction finale | La Malédiction finale | La Malédiction finale | La Malédiction finale | La Malédiction finale | La Malédiction finale |  |  | La Malédiction 4 : L'Éveil | La Malédiction 4 : L'Éveil | La Malédiction 4 : L'Éveil | La Malédiction 4 : L'Éveil | La Malédiction 4 : L'Éveil | La Malédiction 4 : L'Éveil |

Ligne chronologique du remake
| La Malédiction (2006) |

Ligne chronologique de la série télévisée
| La Malédiction (1976) | La Malédiction (1976) | La Malédiction (1976) | La Malédiction (1976) | La Malédiction (1976) | La Malédiction (1976) |  |  | Damien | Damien | Damien | Damien | Damien | Damien |
| La Malédiction (1976) | La Malédiction (1976) | La Malédiction (1976) | La Malédiction (1976) | La Malédiction (1976) | La Malédiction (1976) |  |  | Damien | Damien | Damien | Damien | Damien | Damien |

## Fiche technique
|                           | La Malédiction (1976)          | Damien : La Malédiction 2 (1978) | La Malédiction finale (1981)   | La Malédiction 4 : L'Éveil (TV, 1991) | 666 La Malédiction (2006)      | La Malédiction : L'Origine (2024) |
| ------------------------- | ------------------------------ | -------------------------------- | ------------------------------ | ------------------------------------- | ------------------------------ | --------------------------------- |
| Titre original            | The Omen                       | Damien: Omen II                  | The Final Conflict             | Omen IV: The Awakening                | The Omen                       | The First Omen                    |
| Réalisateurs              | Richard Donner                 | Don Taylor                       | Graham Baker                   | Jorge MontesiDominique Othenin-Girard | John Moore                     | Arkasha Stevenson                 |
| Scénaristes               | David Seltzer                  | Stanley Mann                     | Andrew Birkin                  | Brian Taggert                         | David Seltzer                  | Tim Smith                         |
| Scénaristes               |                                | Mike Hodges                      |                                | Harvey Bernhard                       |                                | Arkasha Stevenson                 |
| Scénaristes               |                                |                                  |                                |                                       | Keith Thomas                   |                                   |
| Monteurs                  | Stuart Baird                   | Robert Brown                     | Alan Strachan                  | Frank Irvine                          | Dan Zimmerman                  | Amy E. DuddlestonBob Murawski     |
| Producteurs               | Harvey Bernhard                | Harvey Bernhard                  | Harvey Bernhard                | Harvey Bernhard                       | John Moore                     | David S. Goyer                    |
| Producteurs               | Mace Neufeld                   | Mace Neufeld                     | Richard Donner                 | Mace Neufeld                          | Glenn Williamson               | Keith Levine                      |
| Producteurs               | Charles Orme                   | Charles Orme                     | Andrew Birkin                  | Robert J. Anderson                    |                                |                                   |
| Producteurs               | Joseph Lenzi                   |                                  |                                |                                       |                                |                                   |
| Musique                   | Jerry Goldsmith                | Jerry Goldsmith                  | Jerry Goldsmith                | Jonathan Sheffer                      | Marco Beltrami                 | NC                                |
| Photographie              | Gilbert Taylor                 | Bill Butler                      | Phil Meheux Robert Paynter     | Martin Fuhrer                         | Jonathan Sela                  | Aaron Morton                      |
| Date de sortie États-Unis | 25 juin 1976                   | 9 juin 1978                      | 20 mars 1981                   | 20 mai 1991 (TV)                      | 6 juin 2006                    | 5 avril 2024                      |
| Date de sortie France     | 17 novembre 1976               | 16 août 1978                     | 7 octobre 1981                 | 10 juillet 1991                       | 7 juin 2006                    | 10 avril 2024                     |
| Durée                     | 111 minutes                    | 107 minutes                      | 108 minutes                    | 97 minutes                            | 110 minutes                    | NC                                |
| Budget                    | 2 800 000 $                    | 6 800 000 $                      | 5 000 000 $                    | NC                                    | 25 000 000 $                   | NC                                |
| Genres                    | horreur, fantastique, thriller | horreur, fantastique, thriller   | horreur, fantastique, thriller | horreur, fantastique, thriller        | horreur, fantastique, thriller | horreur, fantastique, thriller    |
| Pays de production        | États-Unis                     | États-Unis                       | États-Unis                     | États-Unis                            | États-Unis                     | États-Unis                        |
| Pays de production        | Royaume-Uni                    |                                  | Royaume-Uni                    | Canada                                |                                | Italie                            |
| Sociétés de production    | 20th Century Fox               | 20th Century Fox                 | 20th Century Fox               | FNM Films                             | 20th Century Fox               | Phantom Four                      |
| Sociétés de production    | Mace Neufeld Productions       | Mace Neufeld Productions         |                                | Mace Neufeld Productions              | 11:11 Mediaworks               | Cattleya                          |
| Sociétés de production    |                                |                                  |                                | Harvey Bernhard Productions           |                                | Kiwii                             |
| Distribution              | 20th Century Fox               | 20th Century Fox                 | 20th Century Fox               | Fox Network (TV)                      | 20th Century Fox               | 20th Century Studios              |

## Distribution
| Interprète      | La Malédiction (1976)   | Damien : La Malédiction 2 (1978) | La Malédiction finale (1981) | La Malédiction 4 : L'Éveil (TV, 1991) | 666 La Malédiction (2006) | La Malédiction : L'Origine (2024) |
| --------------- | ----------------------- | -------------------------------- | ---------------------------- | ------------------------------------- | ------------------------- | --------------------------------- |
| Damien Thorn    | Harvey Spencer Stephens | Jonathan Scott-Taylor            | Sam Neill                    |                                       | Seamus Davey-Fitzpatrick  |                                   |
| Robert Thorn    | Gregory Peck            |                                  |                              |                                       | Liev Schreiber            |                                   |
| Katherine Thorn | Lee Remick              |                                  |                              |                                       | Julia Stiles              |                                   |
| Keith Jennings  | David Warner            |                                  |                              |                                       | David Thewlis             |                                   |
| Mme Baylock     | Billie Whitelaw         |                                  |                              |                                       | Mia Farrow                |                                   |
| père Brennan    | Patrick Troughton       |                                  |                              |                                       | Pete Postlethwaite        |                                   |
| père Spiletto   | Martin Benson           |                                  |                              |                                       | Giovanni Lombardo Radice  |                                   |
| Dr Becker       | Anthony Nicholls        |                                  |                              |                                       | Nikki Amuka-Bird          |                                   |
| Carl Bugenhagen | Leo McKern              | Leo McKern                       |                              |                                       | Michael Gambon            |                                   |
| Ann Thorn       |                         | Lee Grant                        |                              |                                       |                           |                                   |
| Richard Thorn   |                         | William Holden                   |                              |                                       |                           |                                   |
| DeCarlo         |                         |                                  | Rossano Brazzi               |                                       |                           |                                   |
| Dean            |                         |                                  | Don Gordon                   |                                       |                           |                                   |
| Karen York      |                         |                                  |                              | Faye Grant                            |                           |                                   |
| Delia York      |                         |                                  |                              | Asia Vieira                           |                           |                                   |
| Gene York       |                         |                                  |                              | Michael Woods                         |                           |                                   |

## Box-office
| Film                             | Box-office Mondial | Box-office - États-Unis - Canada | Box-office France | Budget       |
| -------------------------------- | ------------------ | -------------------------------- | ----------------- | ------------ |
| La Malédiction (1976)            | n/a                | 60 922 980 $                     | 1 318 396 entrées | 2 800 000 $  |
| Damien : La Malédiction 2 (1978) | n/a                | 26 518 355 $                     | n/a               | 6 800 000 $  |
| La Malédiction finale (1981)     | n/a                | 20 471 382 $                     | n/a               | 5 000 000 $  |
| La Malédiction (2006)            | 119 496 523 $      | 54 607 383 $                     | 317 624 entrées   | 25 000 000 $ |

## Sortie en France
Lorsque le premier film est sorti en France pour la première fois, il s'intitulait tout simplement Damien. Le second volet est sorti deux ans plus tard sous le titre Damien 2 : La Malédiction. Quant au troisième volet, il est sorti en 1981, baptisé directement La Malédiction finale. De ce fait les distributeurs français ont ré-exploité les deux premiers films en utilisant le terme Malédiction en guise de titre. Ainsi ils ont été rebaptisés La Malédiction et Damien, la malédiction 2.

## Romans
Les scénarios des films ont été novélisés au moment de la sortie des films. Il y a eu aussi des suites uniquement en roman :
- The Omen (1976) de David Seltzer (paru en français aux éditions J'ai lu)
- Damien: Omen II (1978) de Joseph Howard
- Omen III: The Final Conflict (1980) de Gordon McGill
- Omen IV: Armageddon 2000 (1983) de Gordon McGill
- Omen V: The Abomination (1985) de Gordon McGill

## Adaptation en série télévisée
A&E produit la série Damien,, créée par Glen Mazzara. Diffusée en 2016, la série raconte la vie de Damien Thorn (interprété par Bradley James), désormais adulte.